# Гранд-Форкс (округ, Північна Дакота)
Шаблон:StateAbbr_ 47°55′ пн. ш. 97°27′ зх. д. / 47.92° пн. ш. 97.45° зх. д.
Округ Гранд-Форкс (англ. Grand Forks County) — округ (графство) у штаті Північна Дакота, США. Ідентифікатор округу 38035.

## Історія
Округ утворений 1873 року.

## Демографія
За даними перепису
2000 року
загальне населення округу становило 66109 осіб, зокрема міського населення було 54547, а сільського — 11562.
Серед мешканців округу чоловіків було 33655, а жінок — 32454. В окрузі було 25435 домогосподарств, 15623 родин, які мешкали в 27373 будинках.
Середній розмір родини становив 3,03.
Віковий розподіл населення поданий у таблиці:
| Стать    | До 15 років | 15-21 | 22-29 | 30-39 | 40-49 | 50-65 | 65-85 | Понад 85 |
| -------- | ----------- | ----- | ----- | ----- | ----- | ----- | ----- | -------- |
| Чоловіки | 6762        | 5537  | 5664  | 4623  | 4583  | 3880  | 2338  | 268      |
| Жінки    | 6223        | 5145  | 4538  | 4430  | 4556  | 3800  | 3097  | 665      |

## Суміжні округи
- Волш — північ
- Маршалл, Міннесота — північний схід
- Полк, Міннесота — схід
- Трейлл — південний схід
- Стіл — південний захід
- Нелсон — захід

## Виноски
1. ↑  US Decennial Census. US Census Bureau. Архів оригіналу за 26 квітня 2015. Процитовано 28 січня 2015.
2. ↑  Historical Census Browser. University of Virginia Library. Архів оригіналу за 16 серпня 2012. Процитовано 28 січня 2015.
3. ↑  Forstall, Richard L., ред. (27 березня 1995). Population of Counties by Decennial Census: 1900 to 1990. US Census Bureau. Архів оригіналу за 5 березня 2015. Процитовано 28 січня 2015.
4. ↑  Census 2000 PHC-T-4. Ranking Tables for Counties: 1990 and 2000 (PDF). US Census Bureau. 2 квітня 2001. Архів оригіналу (PDF) за 18 грудня 2014. Процитовано 28 січня 2015.
5. ↑  State & County QuickFacts. Бюро перепису населення США. Архів оригіналу за 7 червня 2011. Процитовано 31 жовтня 2013.(англ.) Наведено за англійською вікіпедією.
6. ↑  American FactFinder. Бюро перепису населення США. Архів оригіналу за 21 травня 2008. Процитовано 31 січня 2008.

| США | Це незавершена стаття з географії США. Ви можете допомогти проєкту, виправивши або дописавши її. |